# بيير وايس
بيير وايس (بالفرنسية: Pierre Weiss)‏ هو فيزيائي فرنسي، ولد في 25 مارس 1865 في ميلوز في فرنسا، وتوفي في 24 أكتوبر 1940 في ليون في فرنسا.

## وصلات خارجية
- بيير وايس على موقع الموسوعة البريطانية (الإنجليزية)